# Коноплище
Коноплище  — деревня в Торжокском районе Тверской области. Входит в состав Мирновского сельского поселения.

## География
Находится в центральной части Тверской области на расстоянии приблизительно 12 км на восток по прямой от районного центра города Торжок.

## История
Деревня была отмечена еще на карте 1825 года. В 1859 году здесь (деревня Новоторжского уезда Тверской губернии) было учтено 24 двора, в 1924 — 24. До 2017 года входила в Клоковское сельское поселение.

## Население
Численность населения: 125 человек (1859 год), 18 (русские 100 %) в 2002 году, 9 в 2010.